# Simone och Malcolm Collins
Simone Haruko Collins, född 1987, och Malcolm James Collins, född 1986, är ett gift par som främst är kända för sina åsikter och sin opinionsbildning relaterade till natalism, en hållning som uppmuntrar högre födelsetal och uttrycker oro över demografisk nedgång och dess konsekvenser för samhället och ekonomin. De är också värdar för podcasten Based Camp.